# Derrotado na regata (Rotta)
Derrotado na regata (em italiano: Sconfitto alla regata) é uma obra de arte de Antonio Rotta, pintada com óleo sobre tela, medindo 155,2x186,5 cm, em 1858.
A pintura, depois de comprada pela Casa de Savóia, foi adicionada em 1858 à coleção do Palácio Real de Torizzo e colocada no primeiro andar do Palazzo Reale na Galleria da Battaglie. Tempos depois,  foi vendida para a Pinacoteca de Brera, em Milão.

## História
Em 1860, em Turim, Antonio Rotta despertou o entusiasmo e a emoção do público pelo "Caçador enlutado que cuida de seu cachorro moribundo", que não foi vendido devido ao alto preço de 3.000 liras (250 napoleões de ouro), o preço mais alto da época encontrados em toda a exposição de Veneza. O trabalho foi fortemente aplaudido por Carlo Tenca. Em "A página chata", criada em sequência com "A página profana", um crítico leu o Risorgimento e alusões políticas anti-austríacas e o artista foi tratado como um "pintor filósofo", capaz de infundir nobres "ideias superiores" na infância.

## Descrição
A pintura retrata o desespero pela derrota de uma regata na República de Veneza.

## Exposições
- Art Gallery Walters, Baltimore, Palazzo della Gran Guardia (Verona, Italy), Ed. Fernando Mazzocca, Giuseppe Mazzariol, Sergio Marinelli, 1979